# 어도비
어도비(adobe)는 모래, 찰흙, 물로, 또 특정한 종류의 섬유나 유기 물질로 만든 천연 건물용 재료이다. 이러한 재료를 가지고 건축가들은 어도비 벽돌을 구성한다. 어도비는 스페인어로 "흙벽돌"을 뜻한다. 미국 남서부와 같은 스페인어 문화 유산이 남은 일부 영어권 지역에서는 이 용어가 모든 종류의 흙 건축물이나 푸에블로 부흥(Pueblo Revival) 또는 영토 부흥(Territorial Revival)과 같은 다양한 건축 스타일을 가리키는 데 사용한다. 대부분의 어도비 건물은 겉모습이 속대 및 받힌 흙 건물과 유사하다. 어도비는 최초의 건축 자재 중 하나이며 전 세계적으로 사용한다.
어도비 구조는 기원전 5,100년 이전으로 거슬러 올라간다.

## 설명
어도비 벽돌은 균열 없이 개별적으로 빠르게 공기 건조될 수 있을 만큼 작은 직사각형 프리즘이다. 나중에 개별 벽돌을 구조물에 접착하기 위해 어도비 진흙을 적용하여 조립할 수 있다. 표준 크기는 없으며 수년에 걸쳐 지역에 따라 상당한 차이가 있다. 일부 지역에서는 인기 있는 크기가 8 x 4 x 12인치(20cm x 10cm x 30cm)이고 무게는 약 25파운드(11kg)이다. 다른 맥락에서 크기는 10 x 4 x 14인치(25cm x 10cm x 36cm)이고 무게는 약 35파운드(16kg)이다. 최대 크기는 최대 45kg(100파운드)에 달한다. 이 무게를 초과하면 조각을 이동하기가 어려워지고 현장에서 진흙을 부딪히는 것이 선호되어 다진 흙으로 알려진 다른 유형이 발생한다.

## 강도
건조한 기후에서 어도비 구조물은 내구성이 매우 뛰어나며 세계에서 가장 오래된 기존 건물 중 일부를 차지한다. 어도비 건물은 더 큰 열 질량으로 인해 상당한 이점을 제공하지만 보강되지 않으면 지진 피해에 특히 취약한 것으로 알려져 있다. 지진으로 인해 어도비 구조물이 광범위하게 손상된 사례로는 1976년 과테말라 지진, 2003년 밤 지진, 2010년 칠레 지진 등이 있다.

## 양식
벽돌을 쌓아올려 회반죽을 바른 건축양식으로 페루의 북부 도시 트루히요 교외의 유적이 대표적이다.

## 갤러리

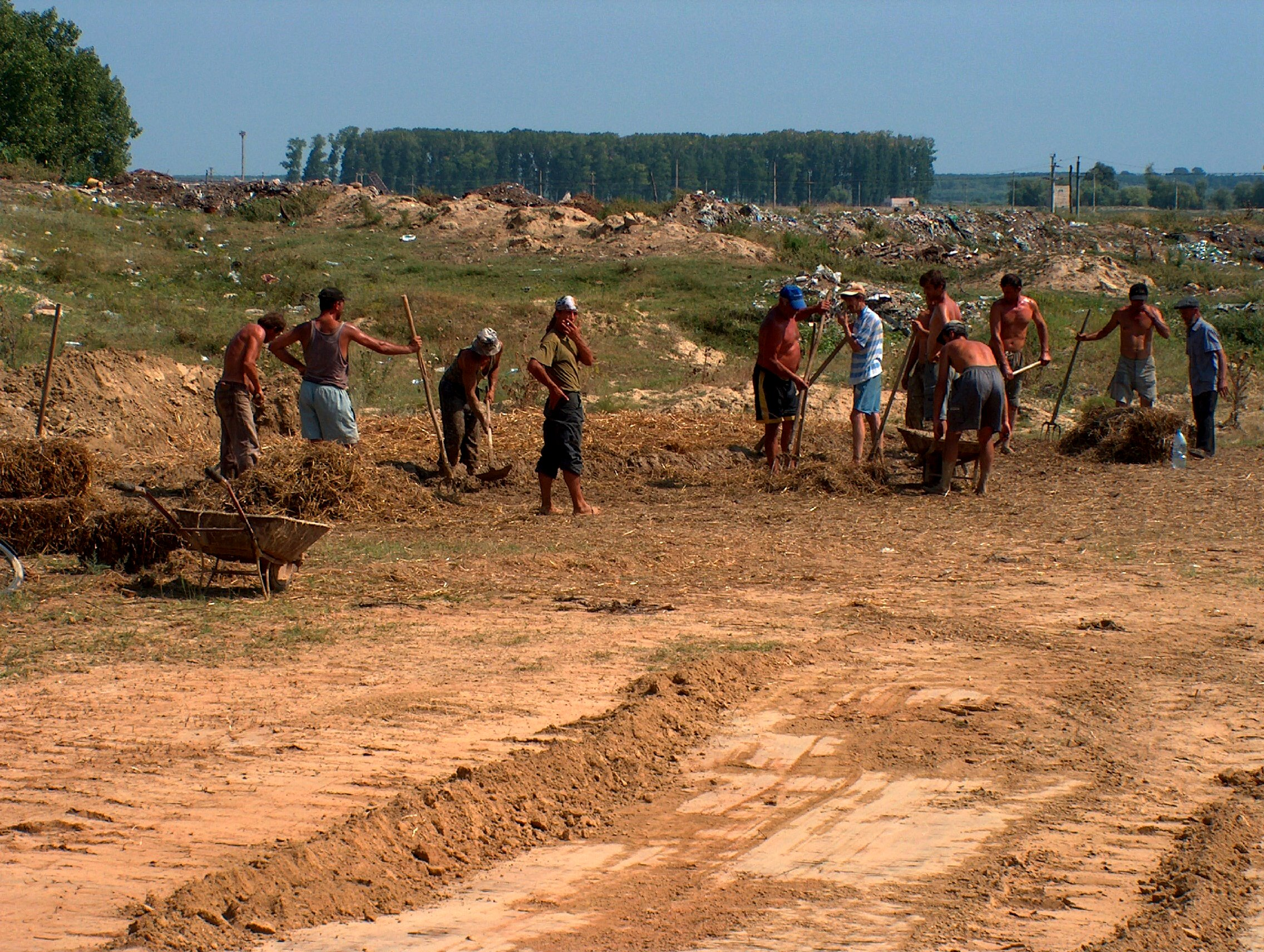
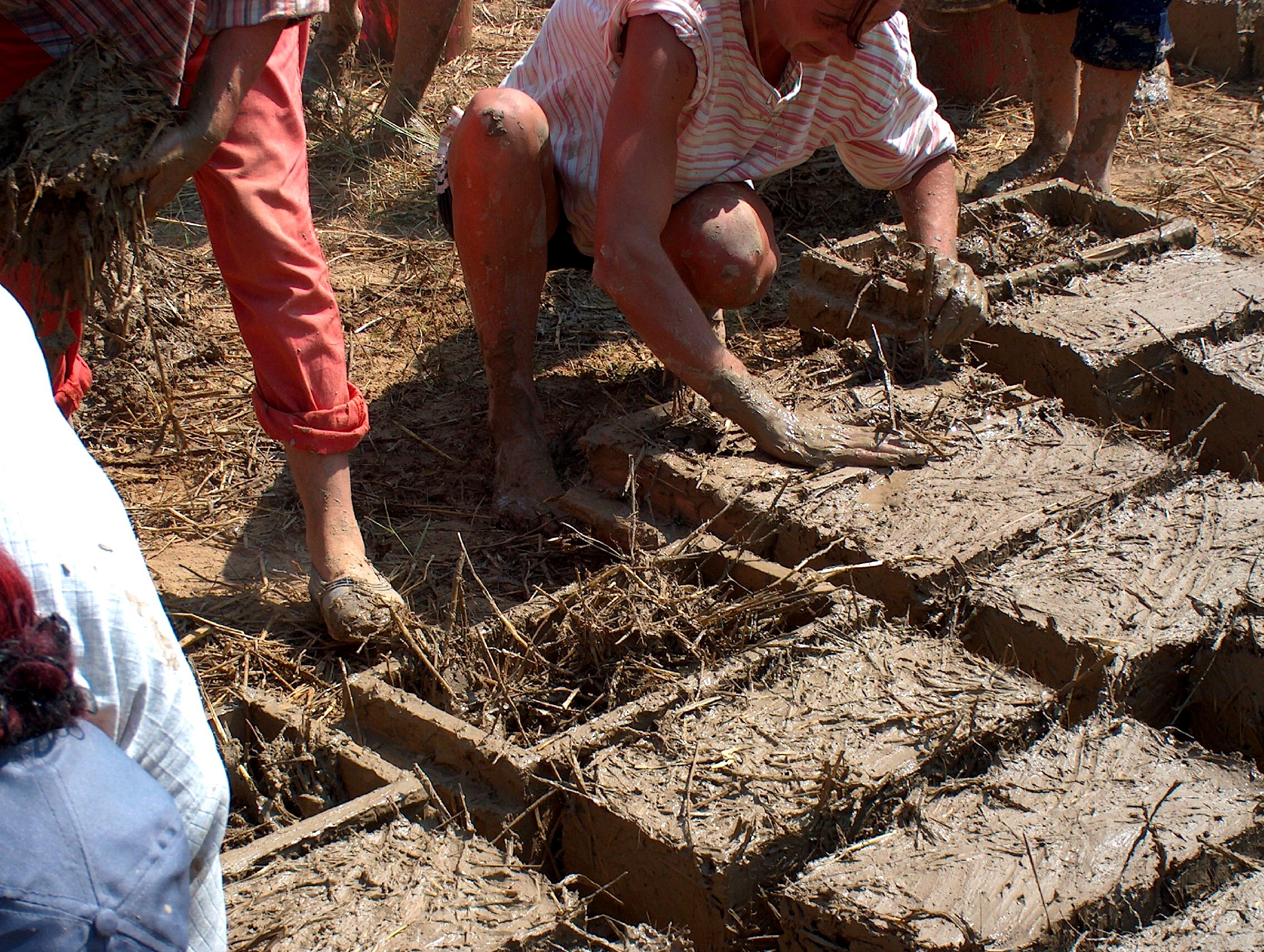
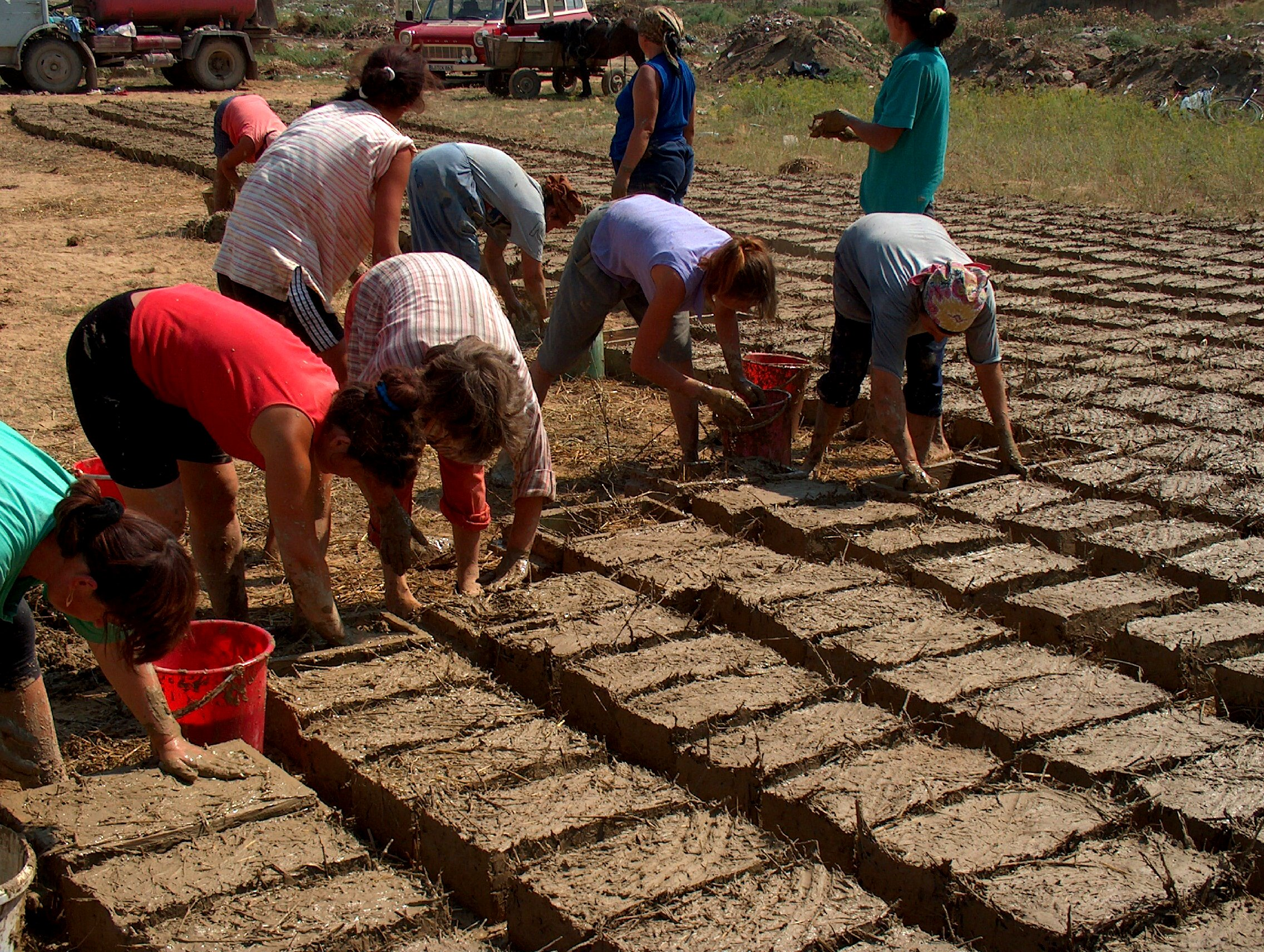
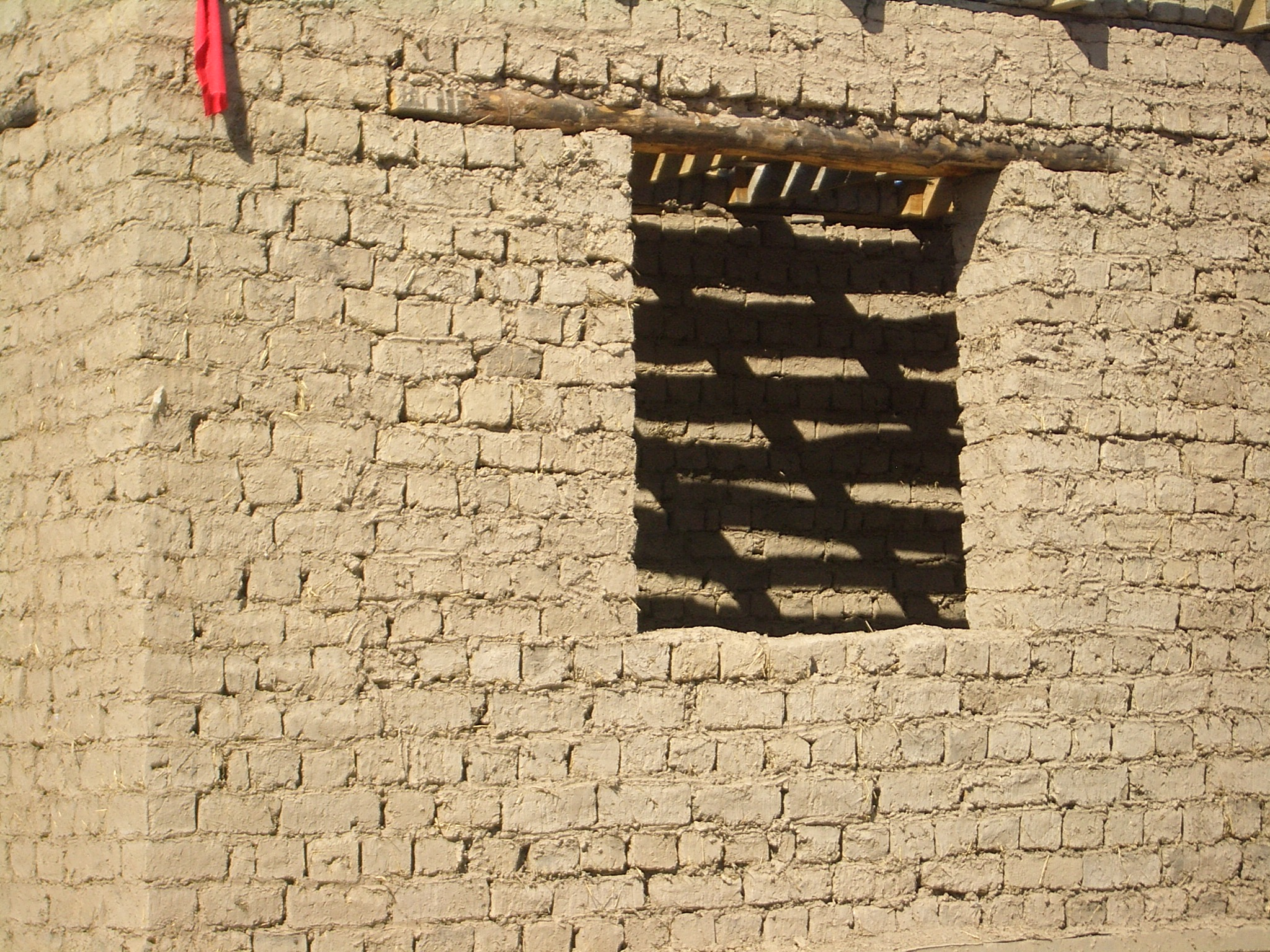
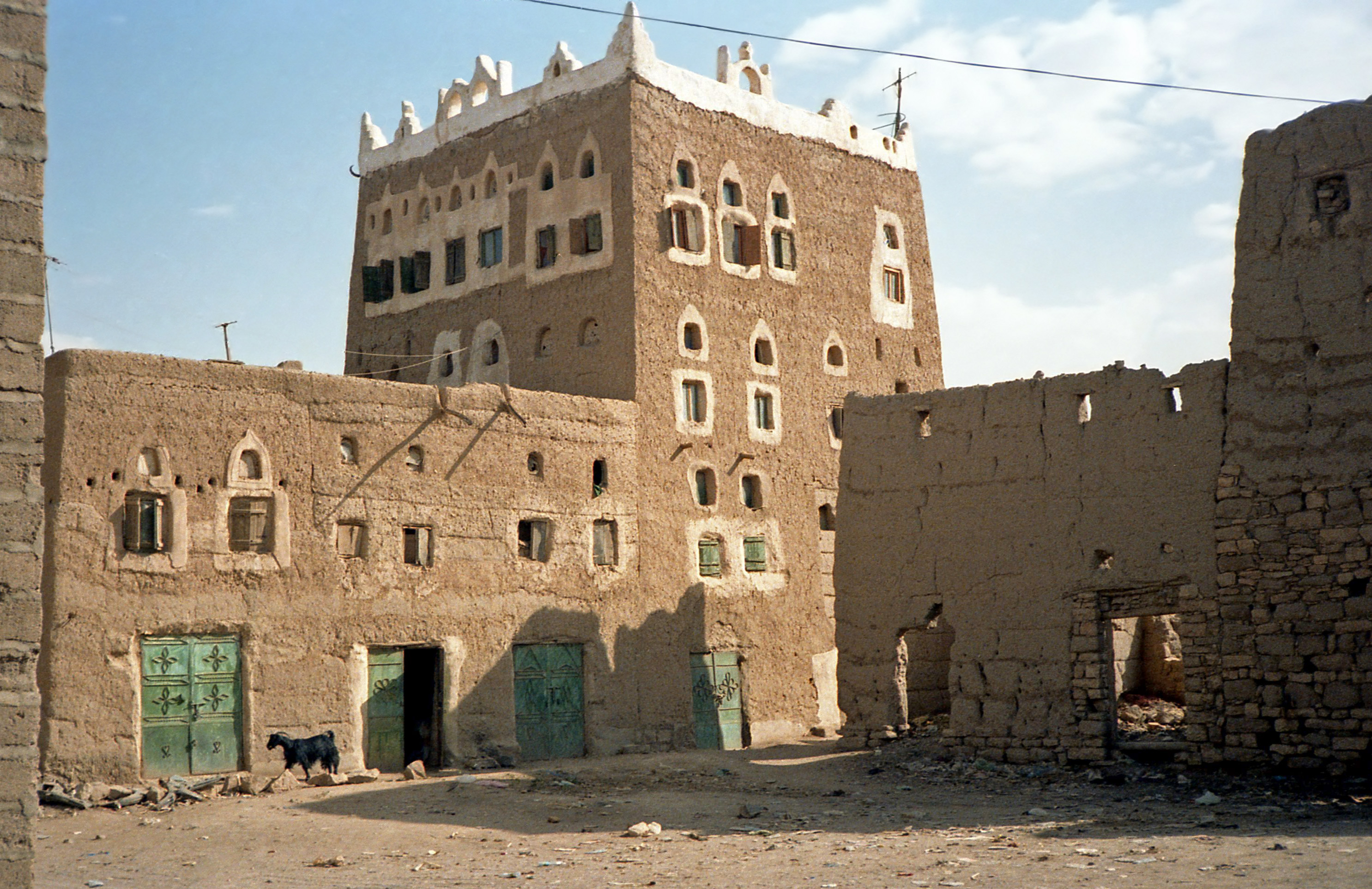
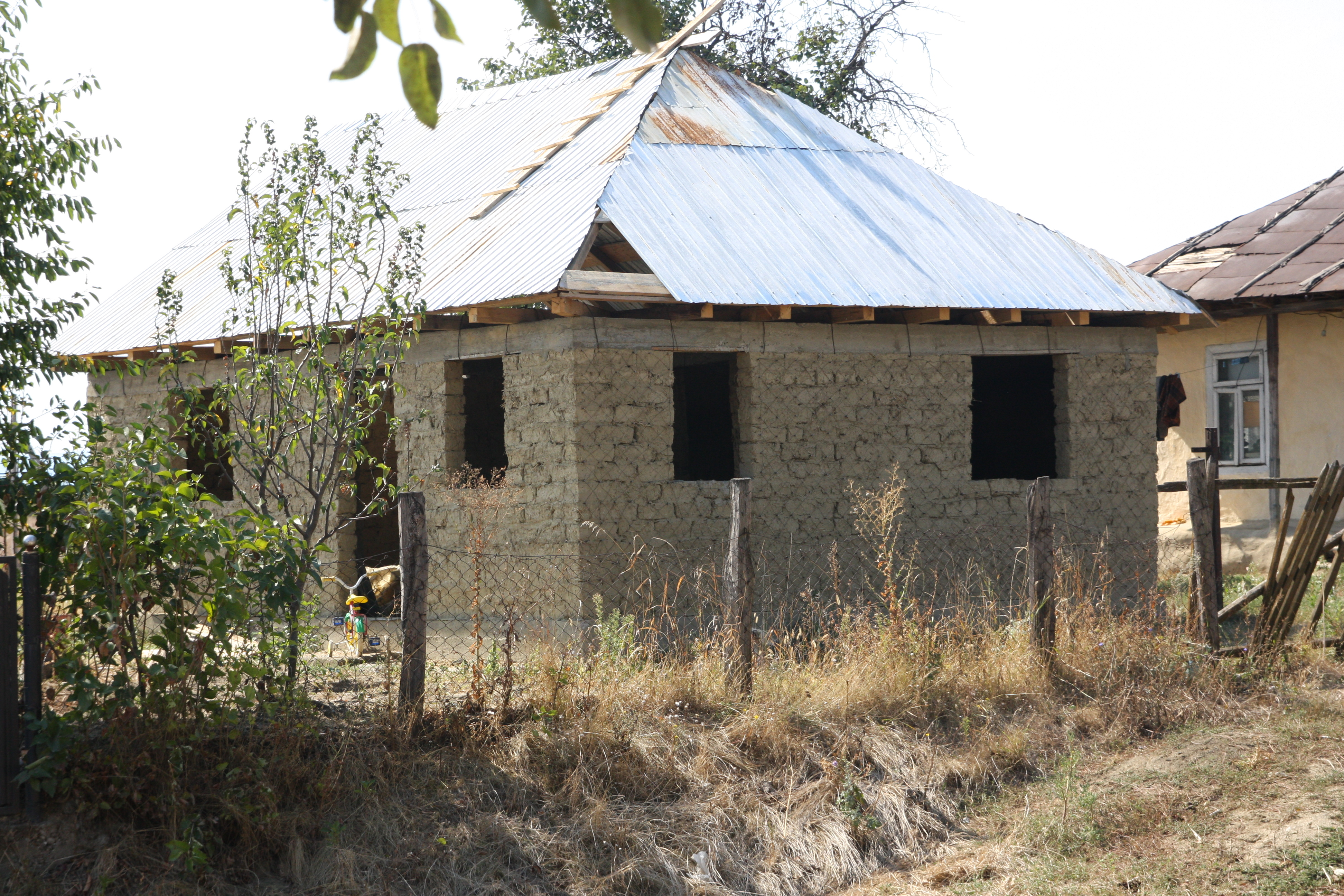
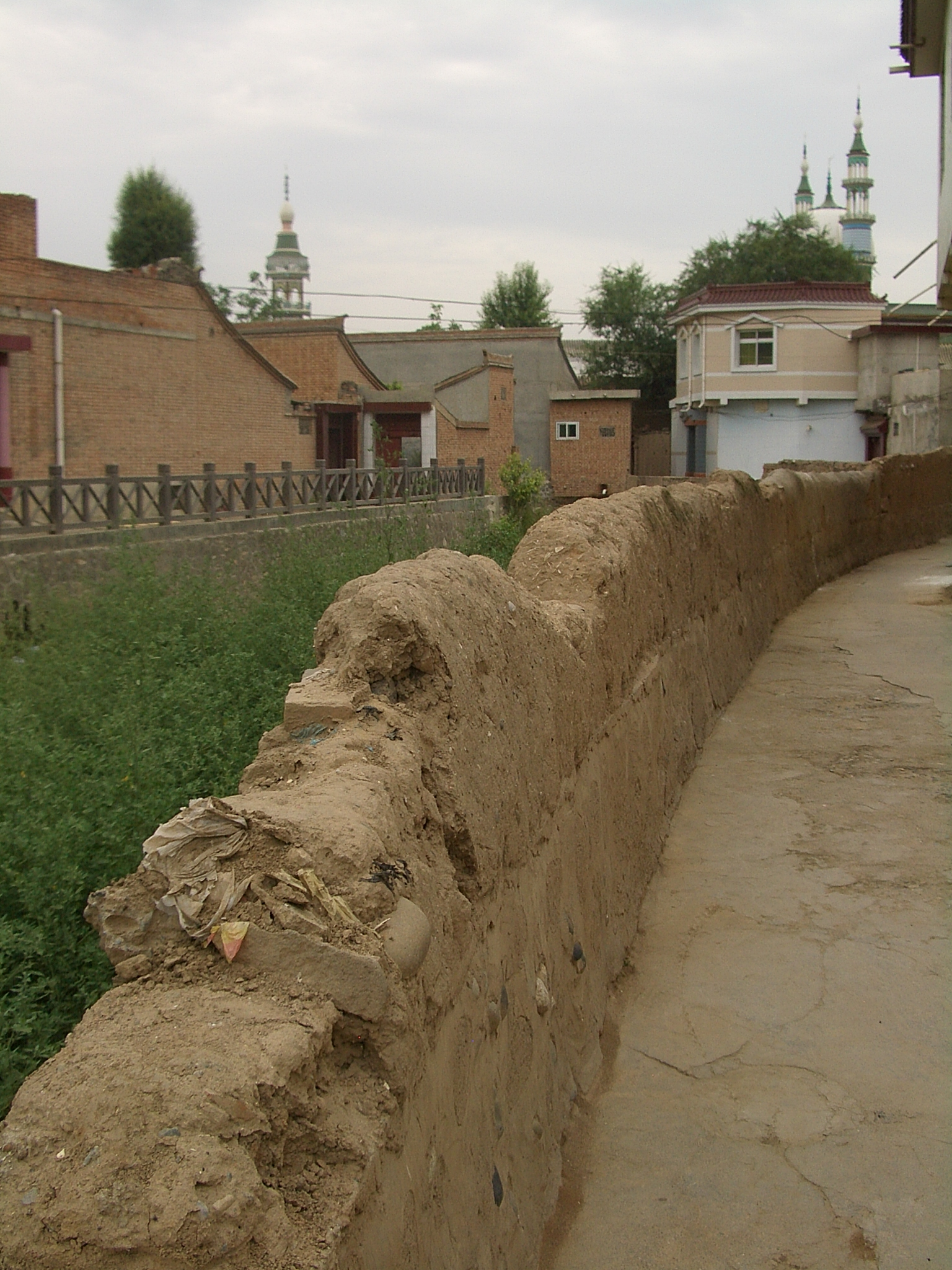
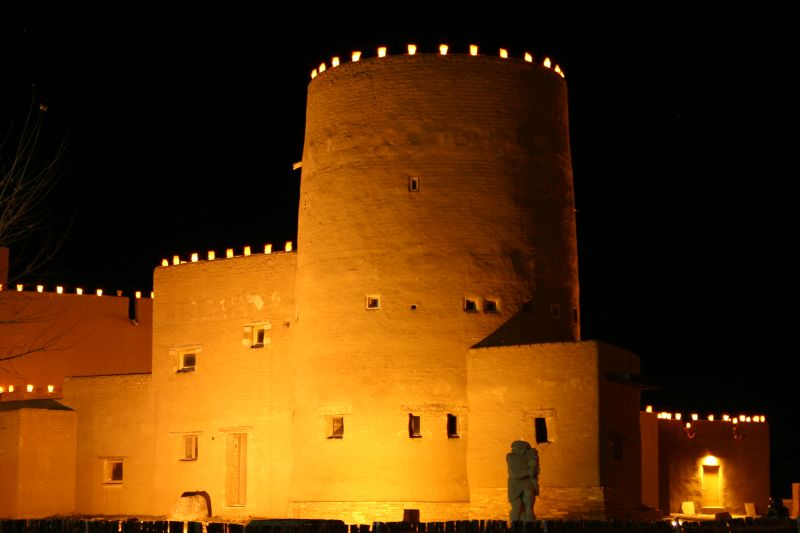
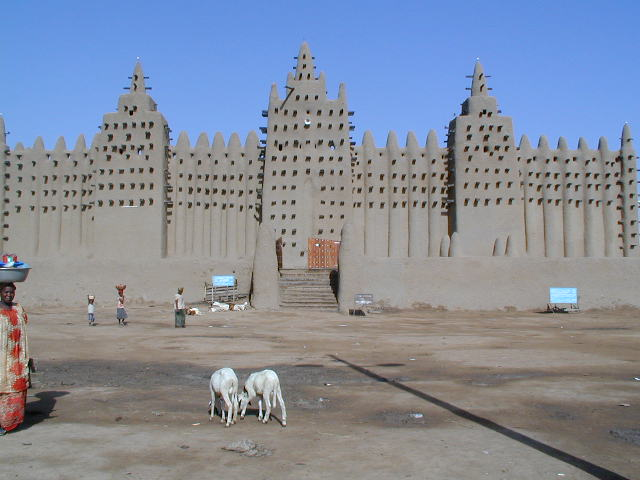

## 같이 보기
- 흙다짐 공법
- 판축
- 초벽